# Antigua catedral del Sagrado Corazón de Casablanca
La Iglesia del Sagrado Corazón (en árabe كاتدرائية القلب المقدس y en francés Cathédrale Sacré-Cœur), o simplemente Catedral de Casablanca (كاتدرائية الدار البيضاء o Cathédrale de Casablanca), es una antigua iglesia católica marroquí. Construida en la década de 1930, y diseñada por Paul Tournon en estilo neogótico, dejó de prestar sus servicios como iglesia en 1956, después de la independencia de Marruecos, siendo convertida en un centro cultural y trasladándose la sede de la diócesis a la Catedral de Nuestra Señora de Lourdes, en Tánger.

## Historia
La iglesia del Sagrado Corazón nunca fue catedral pues no era la sede del arzobispado marroquí. Se le nombra regularmente de esta manera debido a su aspecto monumental, el cual es comparable solo con el tamaño de la mezquita Hassan II de la misma ciudad, y con la mezquita Kutubía de Marrakech.
Su edificación comenzó en 1930 y concluyó definitivamente entre 1952 y 53. Su objetivo fue dar servicio a la comunidad católica que por aquel entonces estaba formada por unos 40 mil fieles. Al momento de su construcción, esa parte de la ciudad, pensada para los colonos franceses, carecía de mezquitas, por lo que fue el único edificio religioso de la zona por algún tiempo. El atrio y de los campanarios se ubican en la entrada del Parque de la Liga Árabe (originalmente bautizado como Parque Lyautey), otro espacio emblemático de la zona y de la ciudad.
Su etapa como iglesia de culto fue relativamente breve: el edificio se terminó en 1953, mientras que Marruecos proclamó su independencia en 1956, algo que hizo mermar considerablemente la población católica. En la década de 1970, las autoridades eclesiásticas cedieron el edificio a la ciudad, la cual empezó a usarlo para manifestaciones artísticas y culturales como exposiciones, ferias, conferencias, conciertos y desfiles de modas, entre otras actividades.

## Rasgos arquitectónicos
Su arquitectura está inspirada en la estética de las catedrales góticas europeas, aunque edificada según los cánones del Art decó, así como del neo-gótico y del neo-morisco. El edificio, diseñado por el arquitecto francés Paul Tournon, sigue una planta basilical de cinco naves con ábside y grandes vidrieras de colores.
Su punto más alto alcanza los 33 metros, y de largo se extiende por 75 metros. Su forma tiene influencia de la cultura local, sobre todo en las torres, las cuales asemejan a los minaretes de una mezquita, así como los dibujos geométricos presentes en las vidrieras que imitan la arquitectura árabe-andaluz.
La totalidad de la estructura está hecha de hormigón armado, técnica muy común a finales del siglo XIX y popularizada en el XX por el arquitecto suizo-francés Le Corbusier.

### Vitrales
La estructura sobria y elegante de hormigón busca poner en relieve los vitrales, obra de Florence Tournon-Branly, Jean Mamez y Louis Barillet. Particularmente los que dan a la nave central y adornan el coro, forman el cuerpo de Cristo vestido con una túnica roja atravesada por una banda dorada. Para principios del siglo XXI, el rostro de este Cristo, coronado por una aureola azul, había sido borrado, probablemente debido a la interpretación del Corán que prohíbe la representación de la figura humana.

## Restauración
En noviembre de 2016 comenzó la restauración de la Catedral del Sagrado Corazón, con fecha programada de término en noviembre de 2018. El proyecto original incluía trabajos al interior y al exterior del edificio. Además de la conservación del edificio, clasificado patrimonio histórico de la ciudad, el objetivo es proporcionar las condiciones acústicas y escenográficas adecuadas para las actividades artísticas que desde hace años alberga el lugar. Alrededor de la estructura principal, se prevé el acondicionamiento de espacios para talleres de artistas para los estudiantes de la Academia de Bellas Artes de la ciudad que se encuentra a unos metros, un mini-espacio de lectura, un museo y una cafetería y restaurante.
El presupuesto original fue de 25 millones de dirhams. El trabajo es realizado por una empresa local con el apoyo del ayuntamiento de Ámsterdam, ciudad hermana de Casablanca desde 2008. Más allá de la relación entre ambas urbes, el apoyo de los neerlandeses obedece a que son pioneros en la transformación de iglesias.

### Controversia
Durante las primeras semanas, el proyecto causó controversia entre las comunidades de defensores del patrimonio por la supuesta desaparición de elementos arquitectónicos como pedazos de vitral u ornamentos de puertas. Sin embargo, los encargados de la obra negaron las acusaciones, alegando que se siguieron todos los protocoles de seguridad para este tipo de proyectos. Agregaron además que los mencionados objetos no eran parte de la estructura histórica o no eran originales. Para aclarar el asunto, el alcalde de la ciudad, Abdelaziz El Omari, anunció la creación de una comisión de supervisión.